# Open di Francia 2019 - Doppio leggende femminile
Nathalie Dechy e Amélie Mauresmo erano le campionesse in carica, ed hanno difeso il titolo superando in finale Martina Navrátilová e Dinara Safina con il punteggio di 6-3, 6-4.

## Tabellone

### Legenda
| - Q = Qualificato - WC = Wild card - LL = Lucky loser | - ALT = Alternate - SE = Special Exempt - PR = Protected Ranking | - w/o = Walkover - r = Ritirato - d = Squalificato |

### Finale
|  | Finale |                                   |                                   |   |   |  |
|  |        |                                   |                                   |   |   |  |
|  | A1     | Nathalie Dechy Amélie Mauresmo    | Nathalie Dechy Amélie Mauresmo    | 6 | 6 |  |
|  | B3     | Martina Navrátilová Dinara Safina | Martina Navrátilová Dinara Safina | 3 | 4 |  |

### Gruppo A
|    |                                   | N Dechy A Mauresmo | C Martínez S Testud | M Bartoli I Majoli | RR V-P | Set V-P | Game V-P | Pos. |
| A1 | Nathalie Dechy Amélie Mauresmo    |                    | 6–2, 6–3            | 6–2, 6–0           | 2–0    | 4–0     | 24–7     | 1    |
| A2 | Conchita Martínez Sandrine Testud | 2–6, 3–6           |                     | 6–2, 7–5           | 1–1    | 2–2     | 18–19    | 2    |
| A3 | Marion Bartoli Iva Majoli         | 2–6, 0–6           | 2–6, 5–7            |                    | 0–2    | 0–4     | 9–25     | 3    |

La classifica viene stilata in base ai seguenti criteri: 1) Numero di vittorie; 2) Numero di partite giocate; 3) Scontri diretti (in caso di due giocatori pari merito ); 4) Percentuale di set vinti o di games vinti (in caso di tre giocatori pari merito ); 5) Decisione della commissione.

### Gruppo B
|    |                                           | D Hantuchová N Tauziat | L Davenport A Sánchez Vicario | M Navratilova D Safina | RR V-P | Set V-P | Game V-P | Pos. |
| B1 | Daniela Hantuchová Nathalie Tauziat       |                        | 4–6, 2–6                      | 3–6, 2–6               | 0–2    | 0–4     | 11–24    | 3    |
| B2 | Lindsay Davenport Arantxa Sánchez Vicario | 6–4, 6–2               |                               | 6–2, 6(5)–7, [5–10]    | 1–1    | 3–2     | 24–16    | 2    |
| B3 | Martina Navrátilová Dinara Safina         | 6–3, 6–2               | 2–6, 7–6(5), [10–5]           |                        | 2–0    | 4–1     | 22–17    | 1    |

La classifica viene stilata in base ai seguenti criteri: 1) Numero di vittorie; 2) Numero di partite giocate; 3) Scontri diretti (in caso di due giocatori pari merito ); 4) Percentuale di set vinti o di games vinti (in caso di tre giocatori pari merito ); 5) Decisione della commissione.